# Európai barátcinege
Az európai barátcinege (Poecile palustris palustris) a madarak (Aves) osztályának verébalakúak (Passeriformes) rendjébe, ezen belül a cinegefélék (Paridae) családjába tartozó barátcinege (Poecile palustris) egyik alfaja.

## Előfordulása
Az európai barátcinege előfordulási területe Észak- és Közép-Európa, valamint egyes déli térség, mint például az Ibériai-félsziget északi része, A Nyugat-Balkán és Görögország. Lengyelországtól keletre más alfaj váltja fel.

## Megjelenése
Ez madár a széncinegénél kisebb, 11 centiméter hosszú. Közép-Európában csak a kormosfejű cinegével téveszthető össze, de az európai barátcinege fejtetője fényes fekete, evezőtollain pedig nincs világos szegély. Hangja „csiu, csiui” vagy „zje-de-de”.

## Életmódja
Az európai barátcinege ligeterdők, nyirkos lomberdők, parkok és kertek lakója. Nyáron a tápláléka rovarok és pókok-a fiatalokat kizárólag ezekkel eteti-emellett olajos magvak. Télen különféle magvakat fogyaszt, különösen az éger magját kedveli. A téli etetőknél egyedül az európai barátcinege vesz az eleségből egyszerre több darabot a csőrébe, és elrepül, hogy valami laza kéreg alá elrejtse azokat. Bár rejtekhelyeiről megfeledkezik, időnként néhányra véletlenül mégis rátalál.